# Kjell Engman

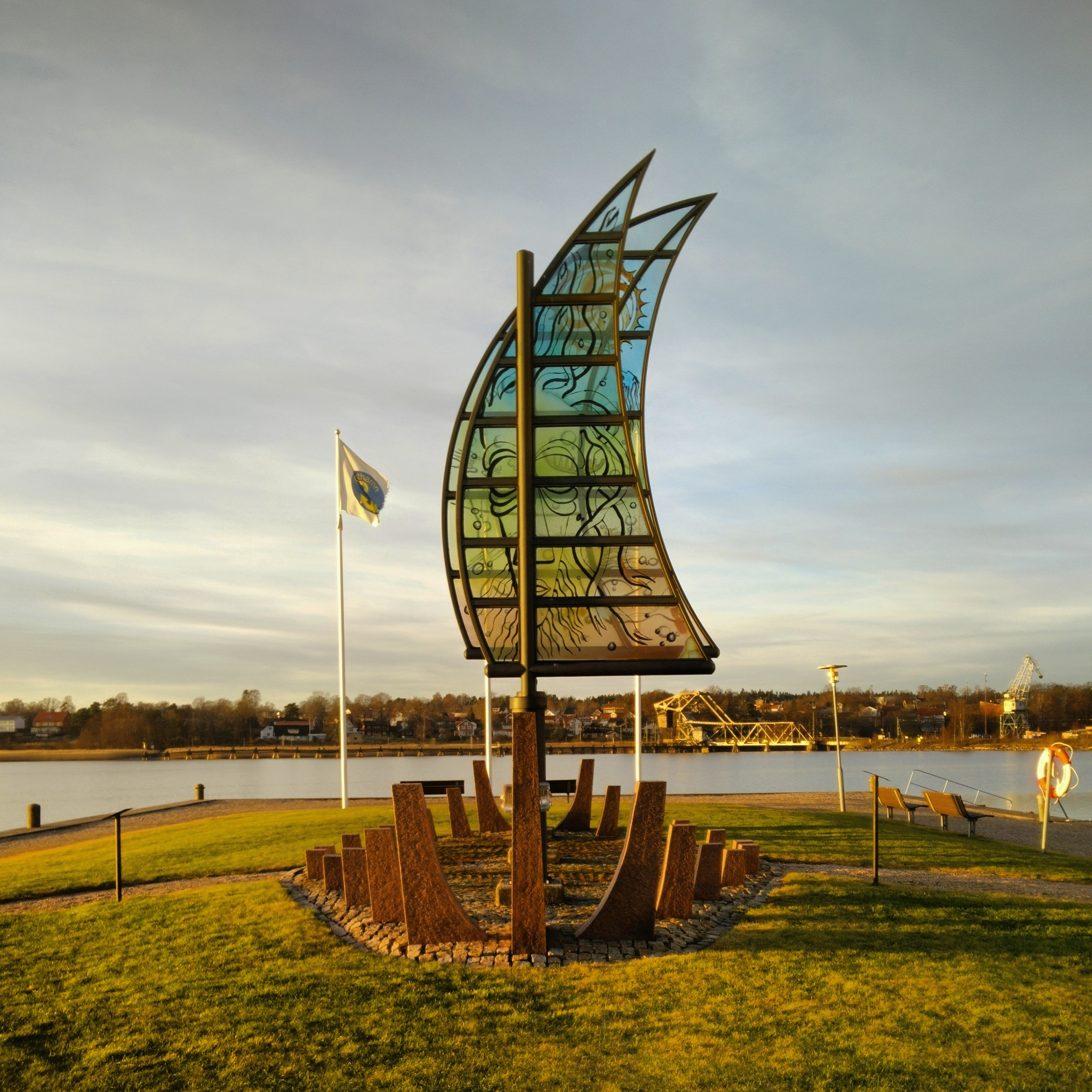
Andarnas skepp, Vänersborg

Kjell Lennart Engman, född 3 juni 1946 i Stockholm, är en svensk glaskonstnär.
Kjell Engman utbildade sig på Konstfack i Stockholm 1973–1978 och på Pilchuck Glass School utanför Stanwood i delstaten Washington i USA 1981. Han har sedan 1978 varit formgivare för Kosta Boda med ett färgglatt, lekfullt och humoristiskt uttryck. Han har designat trofén som vinnaren i musiktävlingen Eurovision Song Contest blir tilldelad sedan 2008.

## Offentliga verk i urval
- Andarnas skepp, glas, stål och röd granit, 1994, Vänerparken, Vänersborg
- Glasbaren, Kosta Boda Art Hotel, 2009, Kosta
- Bar i glas, Trexet Finland showroom, 2012, Esbo, Finland
- Sportshopen, 2012, utanför Grebbestad[2]
- Glasvägg, Hotel Royal, Malmö

## Fotogalleri

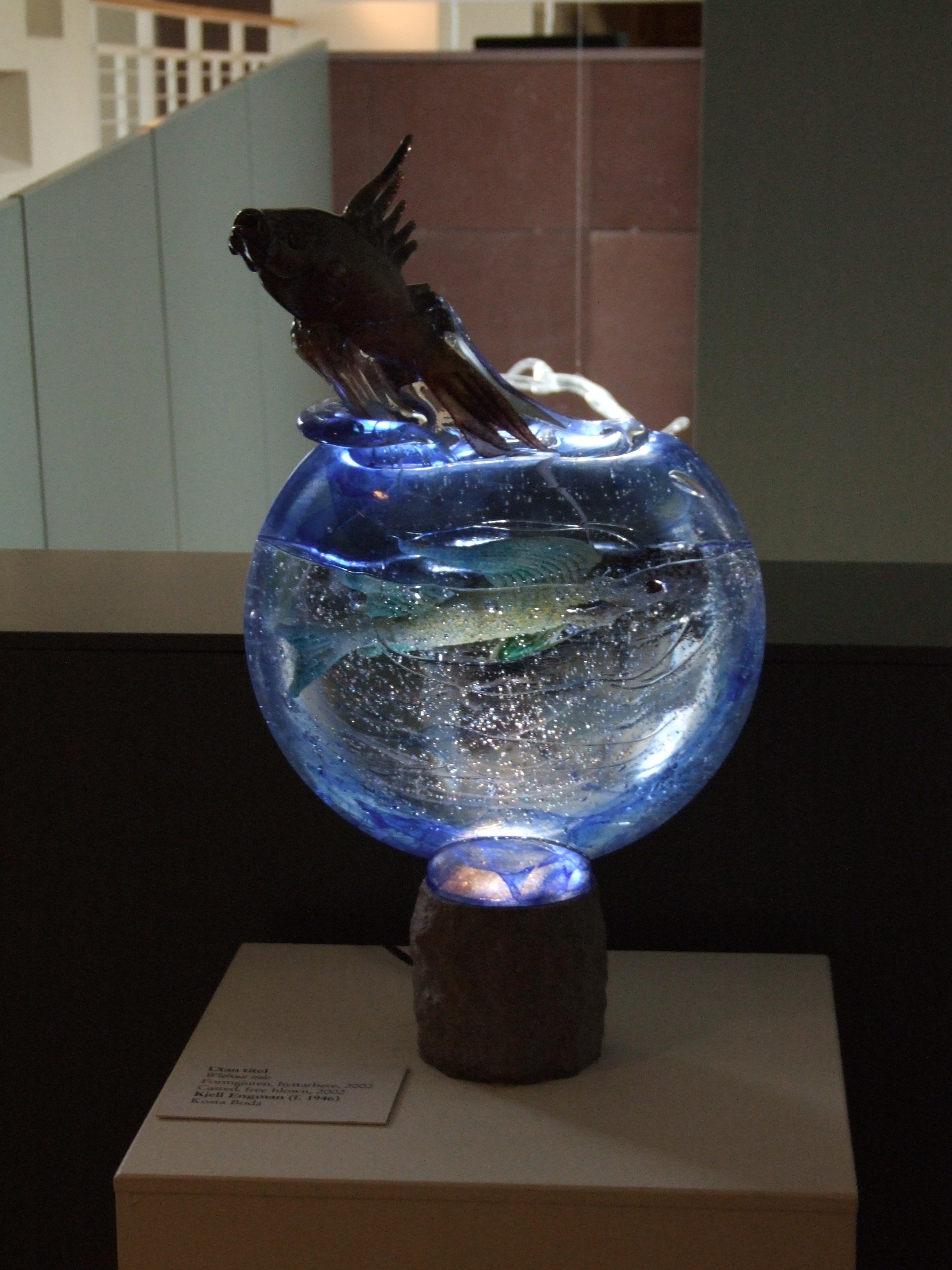
Hoppande fisk
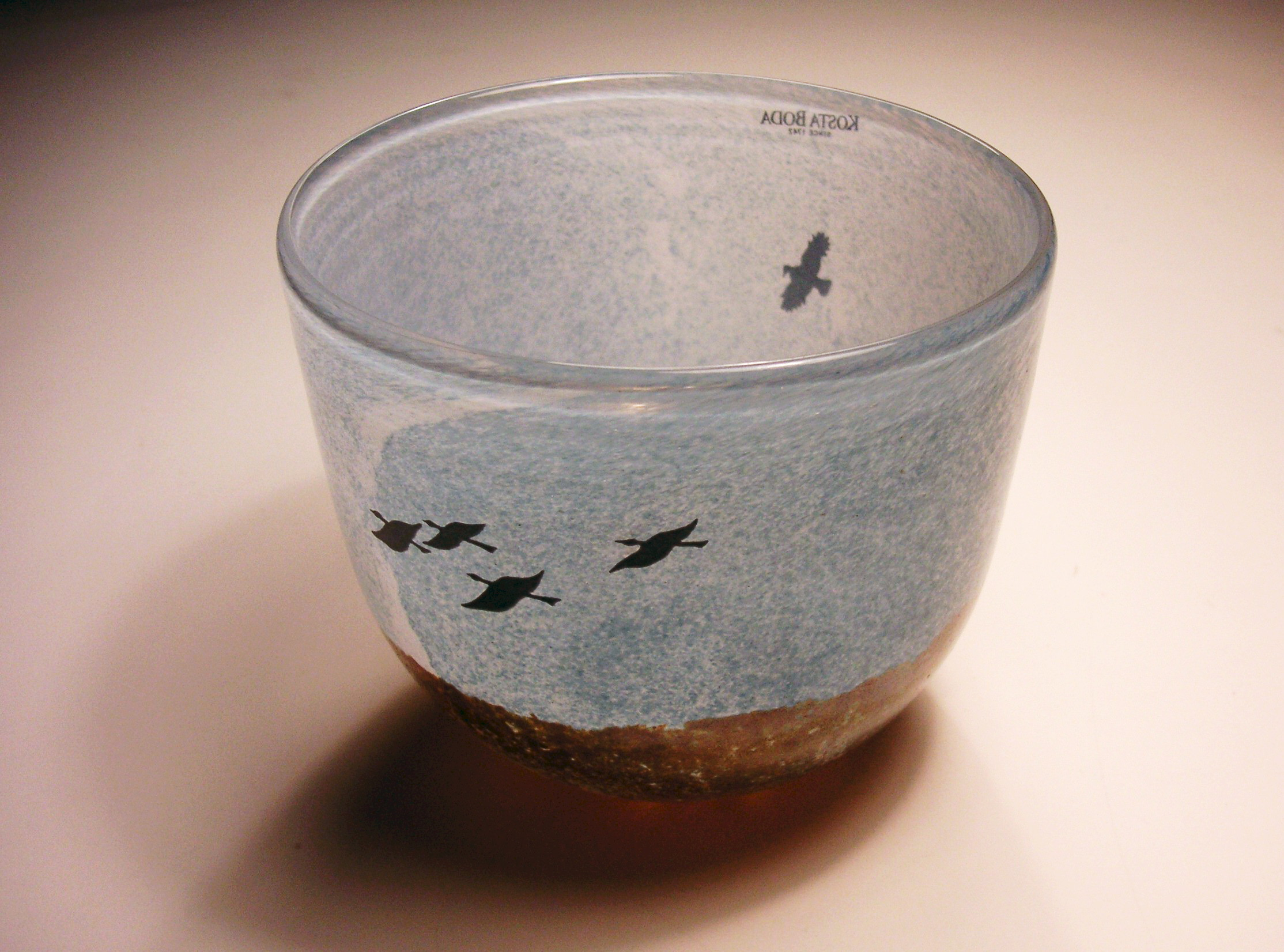
Skålen Höst från Kosta Boda
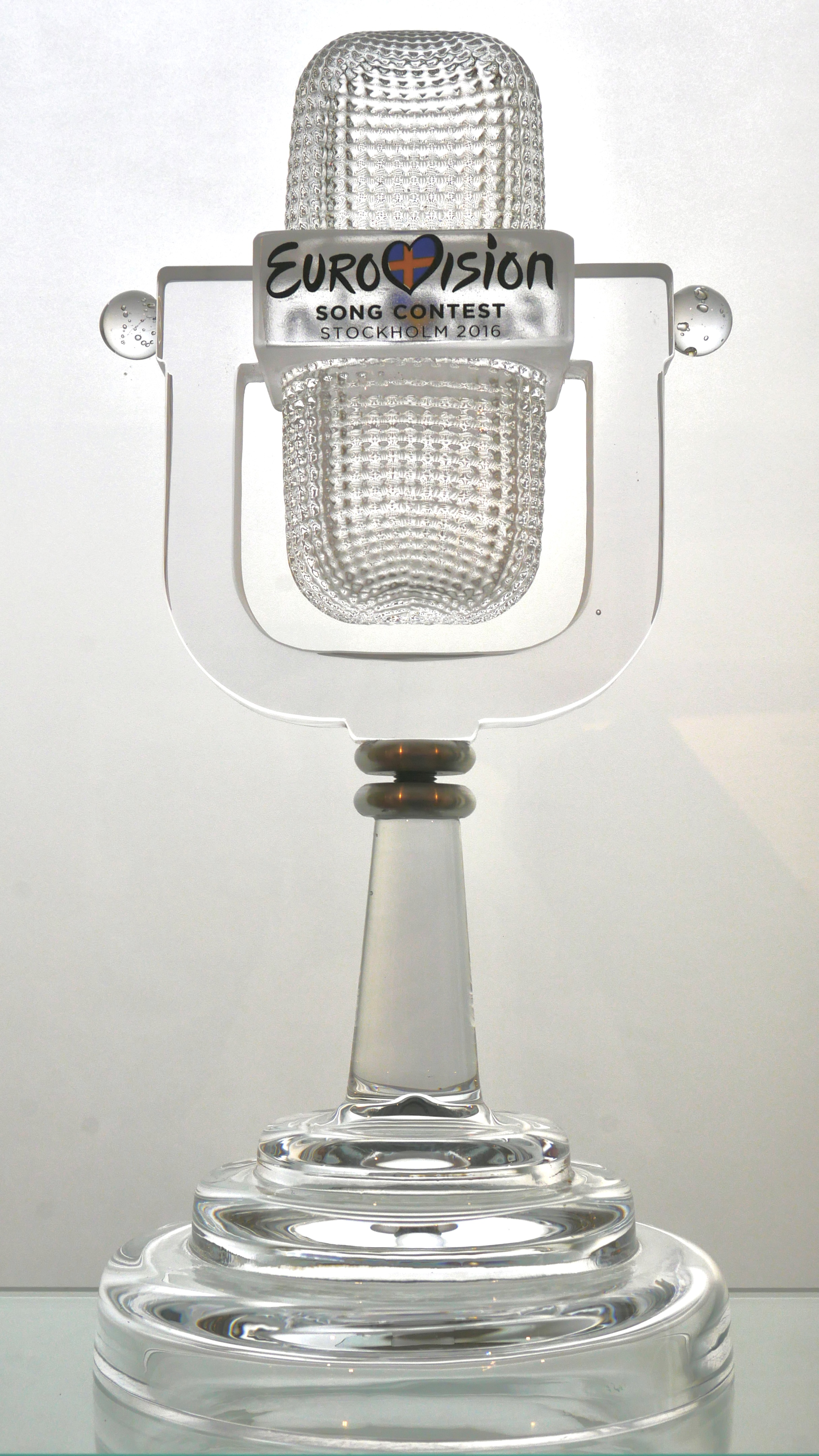
Eurovision Song Contest-trofén